# Ngô Quang Đoan
Ngô Quang Đoan (1872 - 1945) tự là Chương Phủ (章甫), hiệu là Tượng Phong là một nhà thơ và một nhà chí sĩ chống Pháp. Ông còn là con cả nhà văn thân yêu nước Ngô Quang Bích (tức Nguyễn Quang Bích) - lãnh tụ của phong trào Cần Vương chống Thực dân Pháp ở Bắc Kỳ cuối thế kỷ XIX.

## Cuộc đời và Sự nghiệp
Từ lúc thiếu niên, ông theo học cụ Nghè Vũ Hữu Lợi. Sau đó theo học cụ Phó bảng Trần Xuân Sắc. Khi 18 tuổi được tin cha hy sinh, ông đã lên tận chiến khu để vĩnh biệt thân phụ, rồi tham gia hoạt động chống Pháp cùng Đề Kiều, Đốc Ngữ, Lãnh Hoan, Đề Vân, Đề Đen, Lãnh Gáo. Khi phong trào Cần Vương thất bại, ông đã liên lạc được với nhiều chí sĩ yêu nước đương thời để tìm con đường cứu nước.
Năm 1904, cụ Phó bảng Nguyễn Sinh Sắc đưa con trai là Nguyễn Tất Thành, từ Nghệ An đến Trình Phố để cùng ông mưu bàn việc phục quốc. Sau đó 1906, ông cùng với Phan Châu Trinh xuất dương, gặp Phan Bội Châu ở Hương Cảng. Các ông sang điều đình với Chính phủ Nhật đưa học sinh du học. Thực dân Pháp truy lùng bắt ông không được, liền cho lính về làng bắt mẹ ông và em trai ông giam ngục để buộc ông đầu thú, nhưng ông vẫn kiên trì con đường hoạt động cứu nước của mình.
Ông ở Nhật gần một năm, đầu năm 1907 Phan Bội Châu cử ông về nước lo việc vận động tài chính và tìm cách liên kết với những dư đảng Cần Vương... Khi đó Phan Bội Châu bị trục xuất ở Nhật, Pháp càng ra sức khủng bố. Ông phải trốn lên Ngòi Cỏ, Đồng Lương Cẩm Khê rồi đến Ngòi Lao, Hạ Hoà-Phú Thọ lập căn cứ chống Pháp. Cùng đi với ông còn có ông Binh Tuynh người An Bồi. Thời kỳ ở Ngòi Cỏ và Ngòi Lao, ông đã liên kết được các dư đảng Cần Vương, nhưng trong một chuyến đi hoạt động vùng Hưng Hóa, Pháp bắt được ông kết án tử hình.  Đề Kiều đến xin bảo lãnh; chúng giảm xuống án quản thúc. Tuy vậy ông vẫn bí mật tìm cách hoạt động, liên lạc với các sĩ phu yêu nước như Cả Hành, Cả Tuyển, Ấm Giao. Năm 1912, ông lại sang Trung Quốc tham gia Việt Nam Quang phục Hội. Hội giao nhiệm vụ trở về nước tổ chức bạo động nhưng bị thất bai. Pháp ra sức đàn áp, ông phải trốn vào rừng,bị ngã nước  phải về quê phục thuốc nửa năm mới khỏi.
Ở quê, ông luôn bị thực dân Pháp theo dõi, mặt khác chúng cho Cố Sáu, một linh mục ở Phát Diệm làm kinh lược sứ Bắc Kỳ đến dụ dỗ ông ra làm quan, nhưng ông nhất mực cự tuyệt. Năm 1913 Pháp lại bắt giam cho rằng ông dính líu trong vụ ném tạc đạn ở Thái Bình. Năm 1917, ông lại đưa con cháu cùng bè bạn lên chân núi Bàn Long, Tam Đảo thuộc tỉnh Vĩnh Yên lập trại, chờ thời cơ khởi sự. Cùng đi với ông có các ông Tú Kháng, Hai Tiềm, Ngô Long, Ngô Lân, Vũ Trọng (tức Vũ Tử Tài), Đỗ Quán, Binh Cộng và một số điền tốt (46 người) vừa tự canh tác và luyện tập võ nghệ. Nơi đóng quân thường có các ông Cả Hành, Ấm Giao và nhiều chí sĩ khác thường xuyên đến giao dịch. Được vài năm con cháu chết mất ba người và hai điền tốt vì nước độc, nên ông phải bỏ về quê sinh sống.
Đến năm sau.1922, ông lại lên chân núi Đanh (thôn Đạo Hoàng, huyện Tam Dương, Vĩnh Yên) để lập cơ sở mới. Ở đây, ông đã giúp đỡ phong trào Nguyễn Thái Học, Nguyễn Khắc Nhu và Trúc Khê Ngô Văn Triện. Từ năm 1939 đến 1940 ông bí mật nuôi dấu hai Xứ uỷ Bắc Kỳ là Trần Đình Long và Bùi Lâm hoạt động. Năm 1943 giặc Nhật tràn đến chiếm đóng, đốt mất nhà, ông về quê lâm bệnh rồi mất vào ngày 8-7- 1945 (29-5 Ất Dậu).
Năm 1995 UBND tỉnh Thái Bình cùng Viện Sử học tổ chức Kỷ niệm và Hội thảo về ông, sau đó ông được giới thiệu trong cuốn Danh nhân Thái Bình năm 2002. Năm 1997 thơ văn của ông được giới thiệu trong tổng tập văn học Việt Nam (tập 18 và tập 19); Năm 2007 ông được đài truyền hình T.W. làm phim Danh Nhân đất Việt. Năm 2014 Nhà xuất bản Văn Học xuất bản cuốn SĨ PHU YÊU NƯỚC TƯỢNG PHONG NGÔ QUANG ĐOAN với 120 bài thơ, văn tế, câu đối và tiểu truyện "Ngư Phong tướng công truyện ký"
Tên Ngô Quang Đoan được đặt tên cho một con phố tại Huyện Tiền Hải, Thái Bình.

## Tác phẩm tiêu biểu
- Ngư Phong Tướng công truyện ký (lưu trữ tại Viện Hán Nôm)
- Hoàng Sơn thi tập
- Tượng Phong thi văn tập, Nhà xuất bản Văn Học, 1996
- Năm bài thơ rút trong Tượng Phong thi tập (120 bài):

1. Đại hạn (1903)
2. Qua ngã ba Hạc Trì (1908)
3. Cảm tác (1945)
4. Lữ khách đêm trăng (1908)
5. Tầm gửi